# Itogapuk
Gli Itogapuk (o anche Ntogapid, Ramarama, Itanga) sono un gruppo etnico del Brasile che ha una popolazione stimata in circa 100 individui. Parlano la lingua Itogapuk (codice ISO 639: ITG) e sono principalmente di fede animista.
Vivono negli stati brasiliani di Rondônia e Mato Grosso.